# Rio Formoso (microregio)
Rio Formoso is een van de acht microregio's van de Braziliaanse deelstaat Tocantins. Zij ligt in de mesoregio Ocidental do Tocantins en grenst aan de microregio's Gurupi, Miracema do Tocantins, Porto Nacional, Porangatu (GO), São Miguel do Araguaia (GO), Médio Araguaia (MT), Norte Araguaia (MT), Conceição do Araguaia (PA). De westgrens van Rio Formoso wordt gevormd door de Araguaia.  In het westen van de microregio bevindt zich het riviereiland Bananal in de bedding van de Araguaia. De microregio heeft een oppervlakte van ca. 51.405 km². In 2006 werd het inwoneraantal geschat op 112.020.
Dertien gemeenten behoren tot deze microregio:
- Araguaçu
- Chapada de Areia
- Cristalândia
- Dueré
- Fátima
- Formoso do Araguaia
- Lagoa da Confusão
- Nova Rosalândia
- Oliveira de Fátima
- Paraíso do Tocantins
- Pium
- Pugmil
- Sandolândia

Mesoregio's: Ocidental do Tocantins · Oriental do Tocantins

Microregio's: Araguaína · Bico do Papagaio · Dianópolis · Gurupi · Jalapão · Miracema do Tocantins · Porto Nacional · Rio Formoso